# 臺南市立西港國民中學
臺南市立西港國民中學，簡稱西港國中，是一所位於中華民國臺南市西港區的國民中學。

## 校史沿革
西港地區唯一的國民中學。
於1968年8月。政府實施九年國民義務教育，在一鄉鎮一國中的教育政策下，於1968年5月開始籌畫，先由臺灣省立北門農工校長劉智先生兼任建校籌備主任；西港地區士紳李集仁先生等農友提供田地，興建第一期教室工程，省府派沈征帆先生為首任校長，九月校舍完成，招收鄉內國小應屆畢業生三八三人，編成七班正式上課，辦公室則因尚未完工，暫借用西港漁市場二樓。1969年第二期工程完成，1970年第三期工程陸續完成，至此校舍全部建峻，對推展各項教育活動助益良多。
初創之期，因學校前面有髒亂阻塞之大排水溝，校內又有低窪之泥坑與墳地，遇雨則校園頓成水鄉澤國，師生上下學甚感不便及困苦，稚經歷任校長及全校師生之披荊斬棘，慘澹經營及地方人士大力支援，並獲上級政府專款補助，始具改善，至今凡修建設備諸端，次第完成及充實，環境亦展現新貌，為地方國民教育奠定了良好的基礎。現有大樓5棟，班級15班，學生人數4百多人，教師辦公室、圖書室、特別教室、PU跑道之運動場，使硬體建設均粗具規模。而校園花木扶疏，景觀設計新穎，曾受上級指定為美化綠化環境之示範學校。2009年八月八日受八八水災影響，大部分器材遭嚴重破壞。

### 歷任校長
| 任次   | 姓名   | 任期                 |
| ------ | ------ | -------------------- |
| 第一任 | 沈征帆 | 1968年8月－1973年2月 |
| 第二任 | 黎盛榕 | 1973年4月－1981年2月 |
| 第三任 | 張新松 | 1981年4月－1985年2月 |
| 第四任 | 林錦德 | 1985年4月－1993年2月 |
| 第五任 | 王澄助 | 1993年4月－1998年2月 |
| 第六任 | 謝茂水 | 1998年2月－2004年2月 |
| 第七任 | 李麗玉 | 2004年2月－2011年8月 |
| 第八任 | 林永上 | 2011年8月－2019年8月 |
| 第九任 | 黃柄權 | 2019年8月－2023年7月 |
| 第十任 | 王宏寶 | 2023年8月－至今      |

## 學校特色
- 推動鄉土教育-編寫鄉土教材：西港鄉鄉土教育學習步道
- 推動海洋教育
- 強化資訊教育
- 發展科學教育
- 發展課程設計
- 推展閱讀教育
- 推展藝文團隊活動
- 強化民主法治教育
- 推動游泳教育
- 推展品德教育
- 推動反霸凌、反毒、反黑活動

## 代表隊
- 獅陣
- 軟網隊
- Tee ball隊
- 太鼓隊
- 電音三太子

## 社團
- 越武道社
- 棋藝社
- 橋藝社
- 桌球社
- 直笛隊
- 法式滾球社
- 運動影片欣賞
- 羽球社
- 生物影片欣賞
- 書法社
- 電影欣賞社
- 壘球社
- 籃球社
- 軟式網球社
- 台語欣賞社

## 資料來源
- 臺南市立西港國民中學網站 （页面存档备份，存于）